# Descendimiento de Cristo (Rubens)
El descendimiento de la cruz es un óleo de Pedro Pablo Rubens, pintado hacia 1612. Es la parte central de un tríptico, donde también se muestran la Visitación de la Virgen y la Presentación de Jesús en el Templo. El conjunto de tres pinturas se conserva en la Catedral de Amberes (Bélgica), templo para el que fue creado.

## Análisis
El cuadro está organizado en torno a la figura en diagonal de Cristo y la tela de lino blanco sobre la que se desliza su cuerpo. Cristo está ya muerto; la calma y la serenidad impregnan el cuadro. La lucha de la Virgen María ante su hijo muerto es un momento de fuerte carga emotiva, y el pintor logra dar el efecto de esta tragedia. Alrededor de Jesús están todas las personas  que realizan la acción de bajar a Cristo de la cruz. El cuadro tiene poca profundidad espacial; las figuras ocupan todo el espacio pictórico y están realizadas como en un relieve clásico. La Virgen no aparece desvanecida por el dolor como se ve en otras representaciones; es más, participa en el descendimiento de forma activa junto con los demás actores. María Magdalena,  sujeta un pie de Cristo; otra piadosa mujer (María Cleofas)  está detrás de ella. Juan El Evangelista, con una llamativa capa roja, sostiene, junto con Nicodemo, el cuerpo de Cristo. A su izquierda, José de Arimatea sostiene la tela sobre la que se desliza el cuerpo. En lo alto de la cruz dos ayudantes han descolgado a Cristo. Todo esto contribuye a dar unidad a la escena. Para acentuar el dramatismo del momento coloca amplias y volumétricas figuras.  
Se puede apreciar un claro uso de la línea, sobre todo en los contornos del cristo sobre la sábana santa, de un fuerte color blanco. El color es usado con un valor cromático –compositivo, para la creación de contrastes que promueve el sistema compositivo de la obra. 

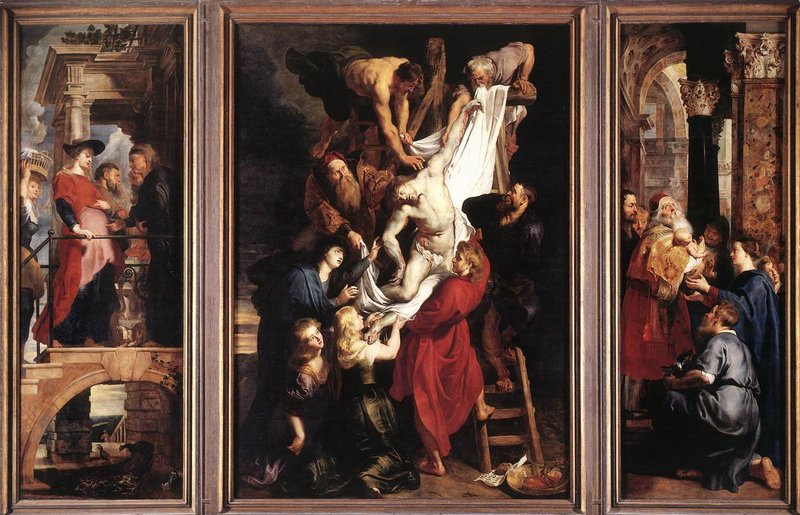
El tríptico completo.

Observamos colores primarios como el rojo, o el blanco, que ocupan el centro del cuadro de forma muy llamativa. Después usa otros colores ya secundarios como pueden ser: el azul, verde, naranja, gris entre otros.La pincelada está movimiento descendente. Este rico y suelto manejo de la pintura, se llama impasto. 
El tipo de luz usada es una luz lateral (proviene de la derecha), esta luz genera claroscuro (inspirado en Caravaggio, para resaltar al cristo), quiere decir que las zonas iluminadas, poseen un gran detallismo, pero las zonas oscuras están desdibujadas, generando así grandes contrastes. La perspectiva usada en esta obra pictórica una perspectiva aérea. El aire modifica la percepción de la distancia, la luz y el color. Difumina los objetos en relación con lo cerca o lo alejado que esté. 
Los elementos que permiten la generación del espacio en el cuadro son: el claroscuro, los grandes escorzos, la perspectiva, la colocación de las figuras una detrás de otro también genera la sensación de espacio. 
Se han usado distintos recursos para generar sensación de movimiento como: las líneas, también los gestos y expresiones de las figuras (sufrimiento, pena…), pero no solo esto sino también las luces con ese potente claroscuro, y las tonalidades cromáticas.  
La composición es abierta y se aprecia claramente una el predominio de las diagonal desde el hombre que sujeta la sábana con los dientes, pasando por Cristo y la sábana hasta las muchachas a los pies, sin embargo también utiliza una contra-diagonal formada por José de Arimatea, que lo reconocemos por la barba y el gorro hebreo, que ayuda a Cristo a descender, por tanto, la disposición es en forma de aspa.